# Faith Domergue
Faith Marie Domergue (New Orleans, 19 juni 1924 – Santa Barbara, 4 april 1999) was een Amerikaanse actrice.

## Biografie
Domergue werd geboren op 19 juni 1924 in New Orleans (Louisiana). Ze was de geadopteerde dochter van Annabelle Quimet en Leo Domergue. In 1928 verhuisde het gezin naar Californië, waar ze op 15-jarige leeftijd een contract tekende met Warner Bros. Ze maakte haar acteerdebuut als figurant in Blues in the Night (1941). 
Na haar afstuderen in 1942 zette Domergue haar acteercarrière voort, maar door een bijna fataal auto-ongeluk moest ze haar carrière onderbreken. Na een ontmoeting met Howard Hughes bezorgde hij haar een contract voor drie films bij RKO Pictures. Hij castte haar voor een hoofdrol in de thriller Vendetta. De film had echter een lange en problematische productiegeschiedenis die vier jaar duurde en 3,5 miljoen dollar kostte. Toen de film in 1950 eindelijk uitkwam was het een flop. Na Vendetta speelde ze een femme fatale in de film noir Where Danger Lives, maar ook die prestatie maakte weinig indruk. Na een kort verblijf in Engeland keerde ze terug naar de Verenigde Staten waar ze een contract tekende bij Universal Pictures. Haar laatste film voor RKO was het drama This Is My Love (1954), dat werd opgenomen na de release van haar eerste film bij Universal, The Duel at Silver Creek (1952).
In de jaren vijftig speelde ze hoofdrollen in verschillende sciencefiction-, monster- en horrorfilms, zoals Cult of the Cobra, It Came from Beneath the Sea en This Island Earth. Door haar rollen in deze films verwierf Domergue een reputatie als een van de eerste scream queens. In de tweede helft van de jaren vijftig verscheen Domergue in een reeks Europese producties: de Britse sciencefictionfilm Timeslip (1955), de Britse film noirs Soho Incident (1956) en Man in the Shadow (1957) en de Italiaanse productie Il cielo brucia (1958). Vanaf het einde van de jaren vijftig verscheen ze steeds vaker op televisie en had ze gastrollen in televisieseries als Bonanza, Perry Mason en Combat!.
In de jaren zestig verscheen Domergue voornamelijk in low-budget B-horrorfilms en Europese producties. Ze verhuisde naar Italië, waar ze eind jaren zestig in verschillende Italiaanse giallo-films speelde, zoals in Lo stato d'assedio (1969) naast Joan Collins en Mathieu Carrière.
Domergue had een tijdlang een relatie met Howard Hughes, tot die in 1943 spaak liep. In januari 1946 trouwde ze met orkestleider Teddy Stauffer. Het huwelijk eindigde in een scheiding op 8 oktober 1947 en nog diezelfde dag trouwde ze met regisseur Hugo Fregonese, met wie ze ze twee kinderen kreeg. Ook dat huwelijk eindigde in een scheiding op 24 juni 1958. In 1966 trouwde ze met regisseur Paolo Cossa, ze bleven samen tot zijn dood in 1992.
Na de dood van haar derde echtgenoot keerde ze terug naar de Verenigde Staten. Ze overleed op 4 april 1999 in Santa Barbara (Californië) aan kanker.